# Manistee County
Manistee County is een county in de Amerikaanse staat Michigan.
De county heeft een landoppervlakte van 1.408 km² en telt 24.527 inwoners (volkstelling 2000). De hoofdplaats is Manistee.